# Francisco Moscoso Puello
Pt.. Francisco Moscoso Puello (Santo Domingo, República Dominicana 1885-1959) fue un distinguido médico, novelista, notable cirujano, maestro y autodidacta. Fue director de varios hospitales en la República Dominicana y realizó numerosas investigaciones en los campos de la medicina y la biología. Fue su hermano el distinguido biólogo Rafael María Moscoso Puello y su tío bisabuelo el Dr. Juan Vicente Moscoso.

## Obras científicas
Contribuyó enormemente a la historia dominicana y universal con su monumental obra "Notas para la Historia de la Medicina de la Isla de Santo Domingo", que sería publicada póstumamente después de ser completada por el Dr. Manuel Mañón y Vetilio Alfau; publicado en 1977 y reimpresa en seis volúmenes de 1983 a 1985. En este último de sus trabajos dedicó veinte años de trabajo en colaboración con su esposa Lidia Luisa Balaguer Ricardo, hermana del presidente Dr. Joaquin Balaguer.

## Novelas
Entre sus notables obras literarias se encuentran "Caña y Buelles" (1936), "Cartas a Evelina" (1935) y "Navarijo" (1956).